# Karl-Heinz Merschenz
Karl-Heinz Merschenz, född 1 november 1936, är en friidrottare från Kanada. Han deltog vid olympiska sommarspelen 1968 och olympiska sommarspelen 1972.